# Alpenus
Alpenus är ett släkte av fjärilar. Alpenus ingår i familjen björnspinnare.

## Bildgalleri

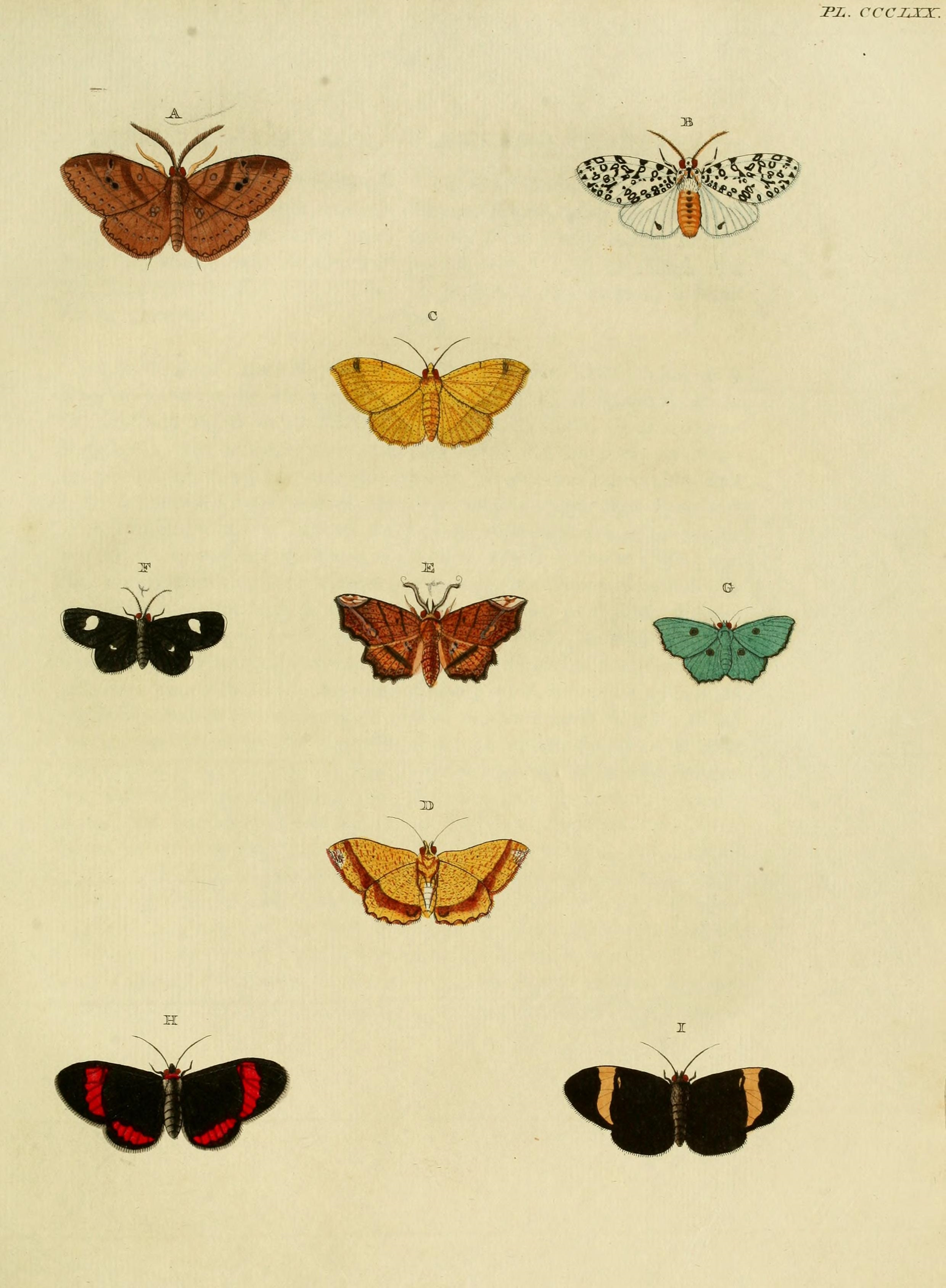

## Dottertaxa tillAlpenus, i alfabetisk ordning[1]
- Alpenus aequalis
- Alpenus affiniola
- Alpenus affinis
- Alpenus antemediata
- Alpenus assimilis
- Alpenus auriculatus
- Alpenus cincticorpus
- Alpenus cribraria
- Alpenus diffinis
- Alpenus diversata
- Alpenus dollmani
- Alpenus extrema
- Alpenus eyralpenus
- Alpenus geminipuncta
- Alpenus homaema
- Alpenus indeterminata
- Alpenus intacta
- Alpenus investigatorum
- Alpenus jacksoni
- Alpenus kordofanus
- Alpenus macularia
- Alpenus maculosa
- Alpenus mhondana
- Alpenus microsticta
- Alpenus nigropunctata
- Alpenus oligosticta
- Alpenus pardalina
- Alpenus rattrayi
- Alpenus schraderi
- Alpenus thomasi
- Alpenus tristicta
- Alpenus whalleyi
- Alpenus wichgrafi